# 에리히 클라우제너

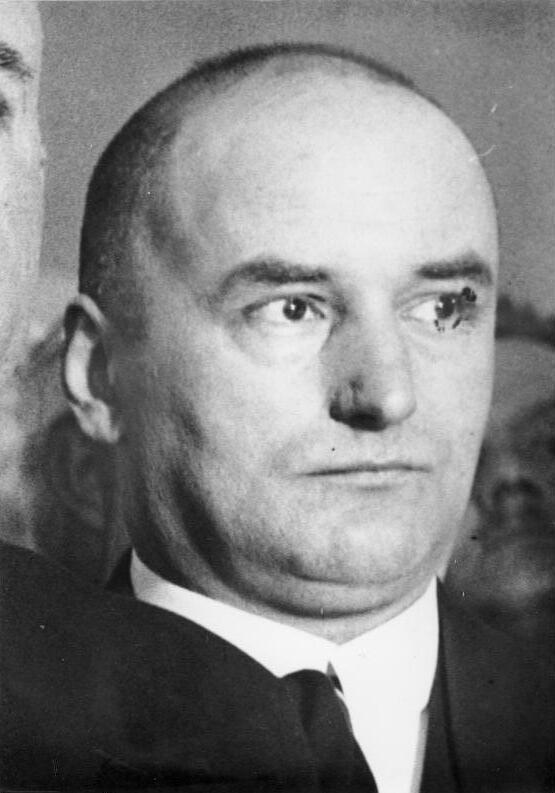
에리히 클라우제너

에리히 클라우제너(영어: Erich Klausener, 1885년 1월 25일 ~ 1934년 6월 30일)는 독일의 가톨릭 정치인이자 장검의 밤 사건 당시에 숙청된 사람 중 한 사람이다.

## 생애
클라우제너는 뒤셀도르프의 엄격한 가톨릭 가문에서 태어났다. 그의 아버지는 공무원으로, 그 역시 프로이센 왕국의 통상부에서 일했다.
제1차 세계 대전 중에는 프랑스, 벨기에, 동부 전선에서 병참장교로 일하였다. 전쟁 중인 1914년에 2급 철십자장, 1917년에 일급철십자장을 수여받았으며, 전쟁이 끝난 뒤인 1923년에 프랑스가 루르를 점령했을 때에는 배척 운동에 참가하여, 1924년에 2개월간 투옥되었다.
1924년에는 프로이센 주 복지부에 들어갔으며, 그 후 프로이센 주 내무부의 경찰국 책임자가 되었다. 1928년 초, 가톨릭 행동 (Katholische Aktion) 집단의 지도자가 되었고, 경찰이 불법인 민족 사회주의 활동을 단속하도록 정력적인 지원을 하였다. 1933년에 아돌프 히틀러와 민족사회주의자들이 정권을 장악한 후, 헤르만 괴링이 프로이센 주의 내무 장관이 되었으며, 경찰의 나치화에 맞추어 클라우제너는 프로이센 주 운송부로 이동당했다.

독일의 에리히 클라우제너 기념 우표

클라이제너는 1934년 6월 17일, 마르부르크 대학에서 행해진 프란츠 폰 파펜의 나치를 비판하는 마르부르크 연설에 기여했으며, 그 해 6월 24일 베를린의 호페가르텐 (Hoppegarten)의 가톨릭 회의에서도 나치의 탄압을 격렬하게 비판하였다.
6일 후에 터진 장검의 밤 사건 당시에 괴링과 라인하르트 하이드리히는 친위대 대위에게 클라우제너를 살해하라는 명령을 내렸고, 이 대위는 운송부의 사무실에 들어가 그 자리에서 클라우제너를 사살하였다.
제2차 세계 대전 뒤에는 베를린에 그를 기리는 기념비가 세워졌으며, 1963년 이후, 그의 유해는 베를린의 가톨릭 교회 마리아 레기나 마르티룸 (Katholische Gedenkkirche Maria Regina Martyrum)으로 옮겨졌다.

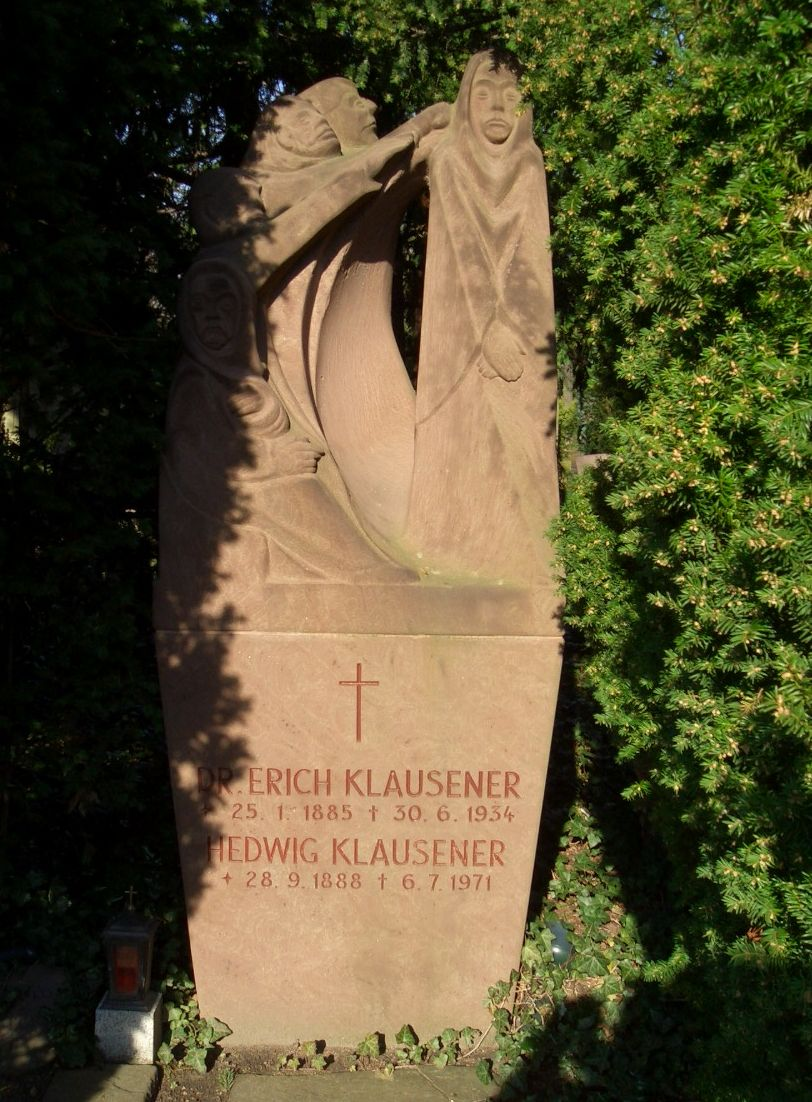
에리히 클라우제너의 기념비

## 같이 보기
- 프란츠 폰 파펜
- 장검의 밤 사건